# Nationales Olympisches Komitee der Ukraine

Logo des NOC der UKR

Das Nationale Olympische Komitee der Ukraine (ukrainisch Національний олімпійський комітет України/ Nazionalnyj olimpijskyj komitet Ukrajiny) ist das Nationale Olympische Komitee (NOK), das die Interessen der Ukraine im Internationalen Olympischen Komitee (IOC) vertritt und die olympische Bewegung innerhalb der Ukraine repräsentiert und organisiert.
Am 22. Dezember 1990 fand die Gründungsversammlung statt und im September 1993 wurde das NOK der Ukraine vom Internationalen Olympischen Komitee anerkannt.
Die Hauptziele des NOK der Ukraine sind die Teilnahme an den Olympischen Spielen sowie der Ausbau der internationalen Zusammenarbeit und die Förderung des Breitensports in der Ukraine.
Das ukrainische NOK hat seinen Sitz im Kiewer Stadtteil Podil.
Vorsitzender des NOK der Ukraine ist, in Nachfolge des ehemaligen ukrainischen Präsidenten Wiktor Janukowytsch, seit dem 23. Juni 2005 der ehemalige Stabhochspringer Serhij Bubka.